# ブレンバイザー
ブレンバイザー（英：Bullenbeisser）とは、絶滅したドイツ原産の狩猟用・闘牛用の犬種である。ボクサーとグレート・デーンの先祖である。

## 歴史
ブレンバイザーは元からドイツに土着していた狩猟用犬種で、およそ14世紀から存在していたことが確認されている。はじめは犬種ではなく、名も無かったが、力強くて体力が多いため、大型獣の狩猟のために犬種として固定された。狩猟のは数頭でブレンバイザーのパックを構成し、獲物を探させて飛びつかせて噛み留めすることで獲物を動けなくしておき、駆けつけた主人が銃でとどめを刺す方法で行われていた。闘牛（牛いじめ）のブームがドイツにも起こると、ブレンバイザーの狩猟方法が闘牛に最適だったため、ひっぱりだこになった。それによりこの犬種を狩猟で使わない人たちにも知られるようになり、ブレンバイザーの名を与えられた。ちなみにこの名は「牡牛を噛む犬」を意味している。
この犬種を更に闘牛犬用に改良したものはブラバンダーと呼ばれ、それは後にオールド・イングリッシュ・ブルドッグなどと掛け合わされてボクサーへと姿を変えた。しかし、ブレンバイザーは19世紀はじめにボクサーと引き変わるように絶滅した。

## 特徴
マズルはやや短く、先が平らである。全身が筋肉の塊で、首も太く短い。そのため無名時代に「ハムのような犬」と呼ばれることもあった。しかし、そう呼ばれていたわりには脚が長く、もともと猟犬として使われていた名残が残っている。垂れ耳、飾り毛のある垂れ尾だが、耳は断耳して立たせ、尾は短く断尾されることもあった。毛はスムースコートで、毛色はフォーン、グレー、ブリンドルなどで、マズルが黒いものもいた。また、アゴの強さは折り紙つきで、15世紀ごろに怒ったブレンバイザーに噛まれて足が折れて出血多量で死んだ猟師もいたという話もある。

## 小型種ブラバンダー
ブラバンダー（英：Brabanters）とは、ブレンバイザーを闘牛犬として改良し、別の犬種にしたものである。愛称でボクサー（英：Boxser）とも呼ばれていた。サイズは小型化されて中型犬となり、四肢も短くなり、マズルはつぶれている。ブラバンダーはブレンバイザーより俊足であるといわれているが、証拠は無い。アゴの力はブレンバイザーのほうが強かったようである。

## 参考
『デズモンド・モリスの犬種事典』（誠文堂新光社）デズモンド・モリス著書、福山英也、大木卓訳 誠文堂新光社、2007年